# قائمة البذور الصالحة للأكل
تتضمن المقالة التالية قائمة الحبوب الصالحة للأكل، وتضم بذور يمكن أكلها مباشرة كما هي أو تشتق منها أطعمة أخرى.

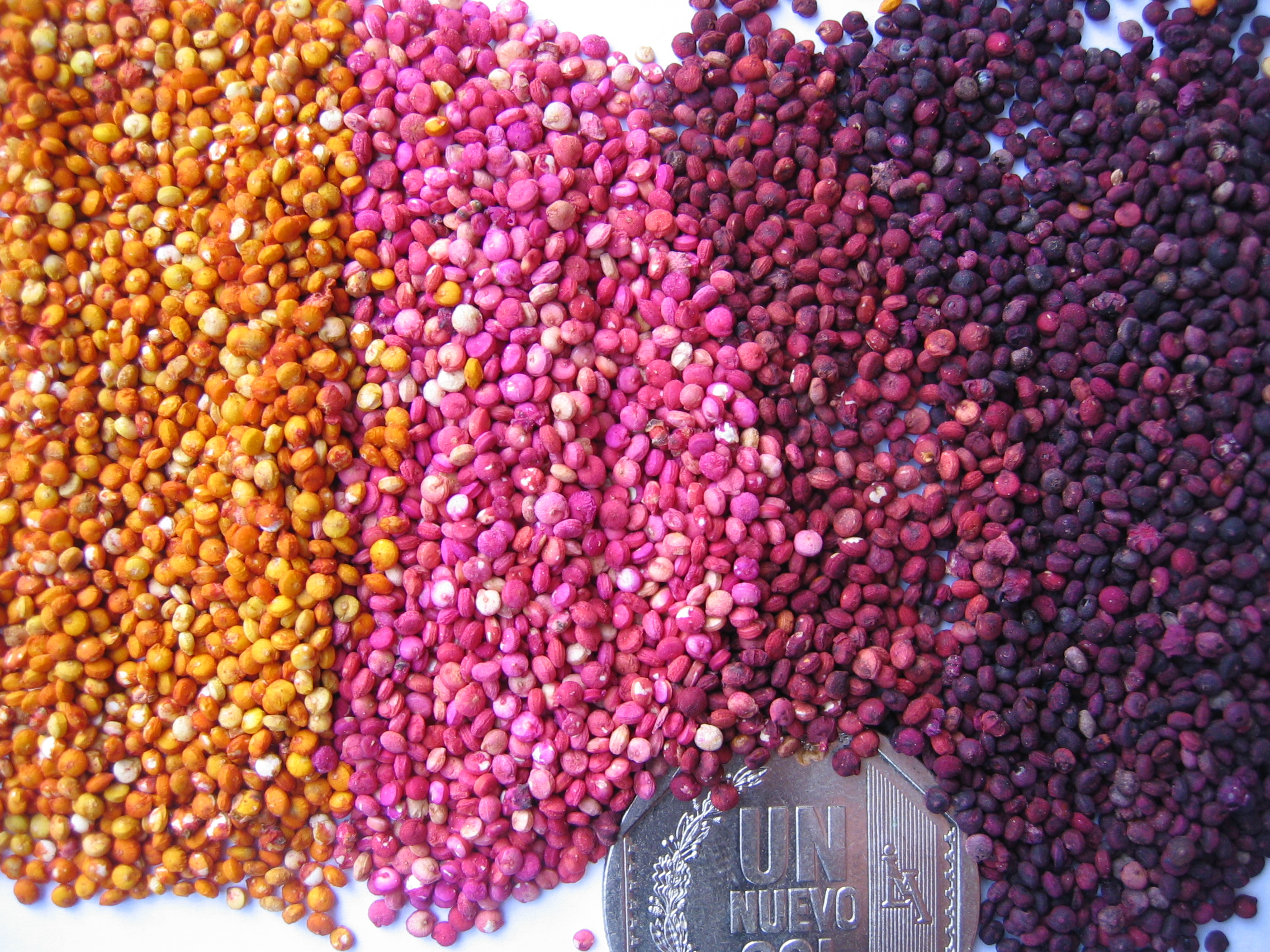
كينوا

ثمة طائفة كبيرة من البذور الصالحة للأكل. فمن أجزاء النبات الستة الأساسية، تعتبر البذور مصدراً رئيسياً للبروتين والسعرات الحرارية التي يحتاجها الإنسان. أما الأجزاء النباتية الخمسة الباقية في جذر النبات وساق النبات والزهرة والأوراق والثمار. معظم البذور الصالحة للأكل تكون من نباتات ذات كاسيات البذور والقليل منها من عاريات البذور. أهم البذور الغذائية عالمياً هي القمح والأرز تليها البقوليات والمكسرات
تضم القائمة الفئات التالية:
- البقول، وتشمل الفاصولياء وبذور أخرى غنية بالبروتين.
- الحبوب وهي محاصيل شبيهة بالأعشاب، يتم حصادها لاستخراج البذور الجافة. وغالباً ما تطحن هذه البذور لصنع الطحين. توفر الحبوب نصف السعرات الحرارية التي يستهلكها العالم تقريباً.[3] حسب علم النبات، الحبوب الحقيقية تنتمي للنجيليات، وهي الأعشاب الحقيقية.
  - محاصيل عشبية، هي حبوب، لكنها ليست حشيش (عشب).
- البندق حسب علم النبات، هي نوع معين من الفاكهة، لكن المصطلح ينطبق أيضاً على العديد من البذور الصالحة للأكل وهي ليست من المكسرات.
  - عاريات البذور، تنتج بذور شبيهة بالجوز لكنها لا تزهر ولا تنتج ثمار

## البقول
الفول والبقوليات الأخرى التي تشمل 
- فول سوداني بامبارا
- الحمص
- لوبياء ظفرية
  - لوبياء
- بقول جافة: وتشمل:
  - فاصولياء شائعة
  - أنواع عديدة من فيجنا، مثل العدس
- فول
- لبلب
- ترمس
- بان زيتوني
- بازلاء
- فول سوداني
- البازلاء الهندية
- فول الصويا
- بوهن
- فاصوليا مخملية
- فاصوليا مجنحة
- لوبيا بصلية

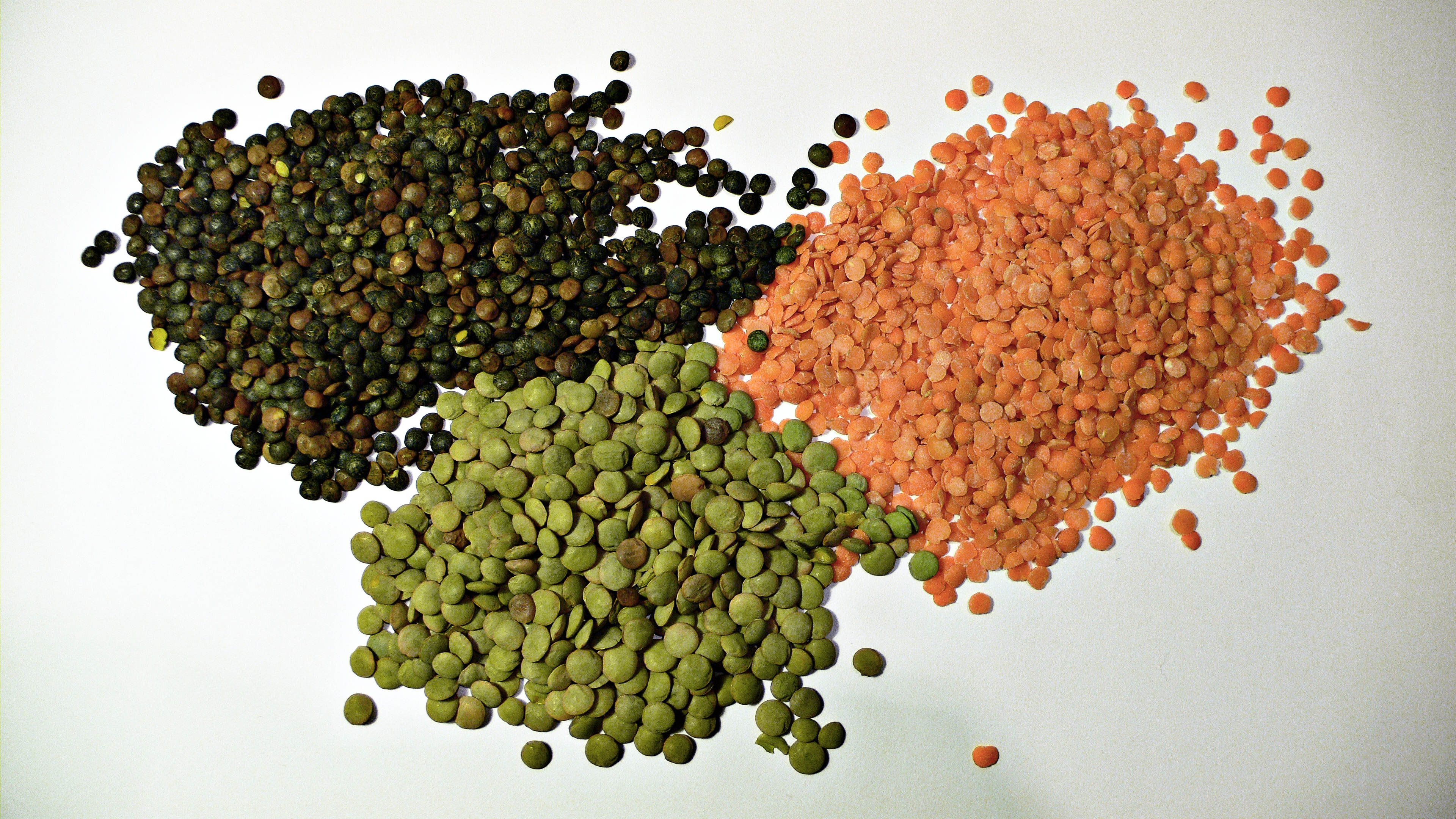
عدس

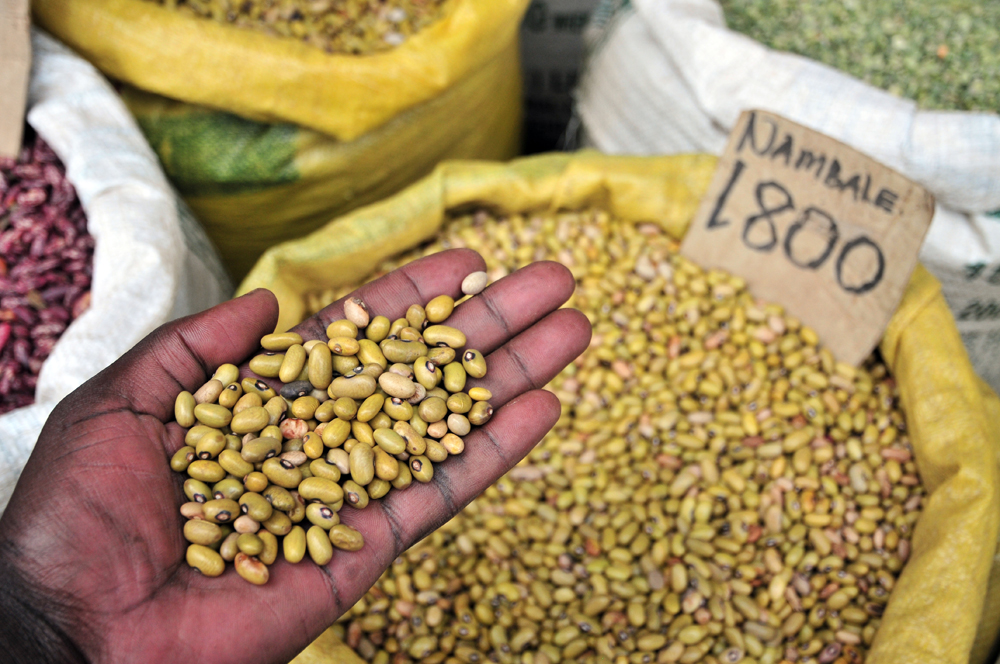
فول في السوق

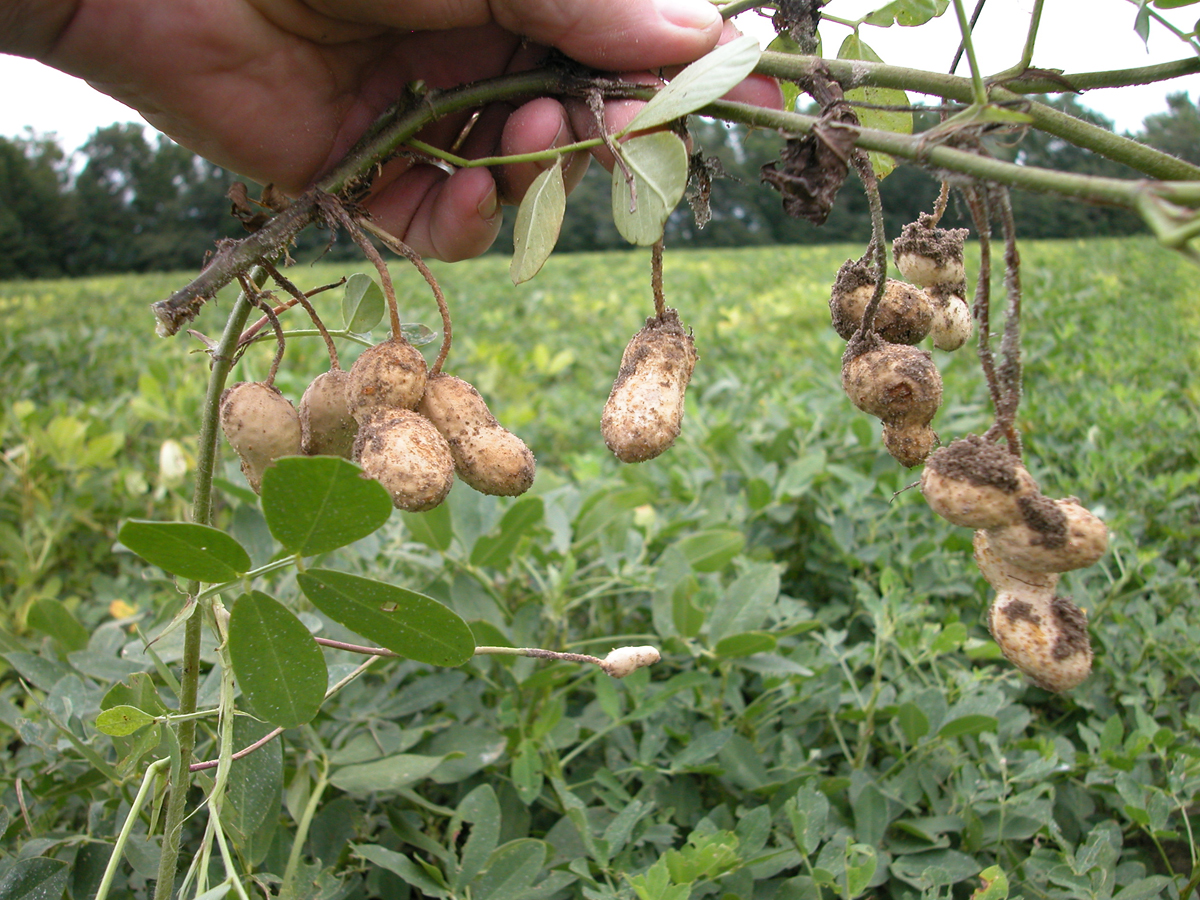
فستق طازج

على الرغم من أن بعض أنواع البقول يمكن أن تستهلك نيئة، إلا أن بعضها يجب أن يُسخّن قبل تناوله. ومن البقول التي يجب تسخينها ما يلي:
- الطلح
- رغل دائري
- قصير الغلالة
- Bruguiera gymnorhiza – black mangrove
- Calandrinia balonensis – باراكيليا
- كناريون أسترالي – لحاء المانغا
- Canavalia rosea – فاصوليا الشاطئ
- Entada phaseoloides – فاصوليا القديس توماس
- كينا
- Marsilea drummondii – nardoo
- البقلة مثل البقلة الحمقاء
- Nymphaea gigantea – زنبق الماء العملاق
- ذو الذكر الخطمي – purple pentatrope

## الحبوب

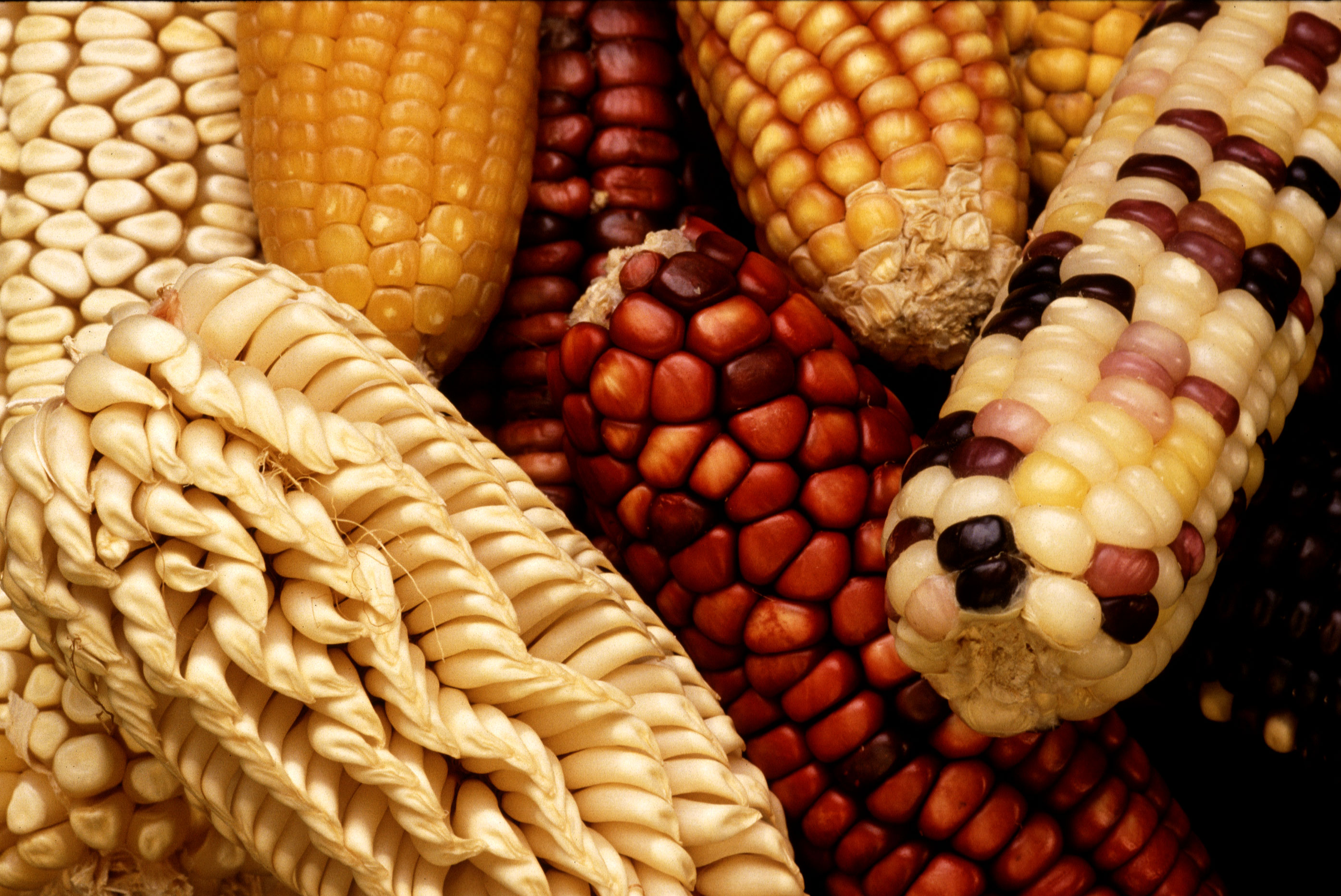
ذرة (نبات)

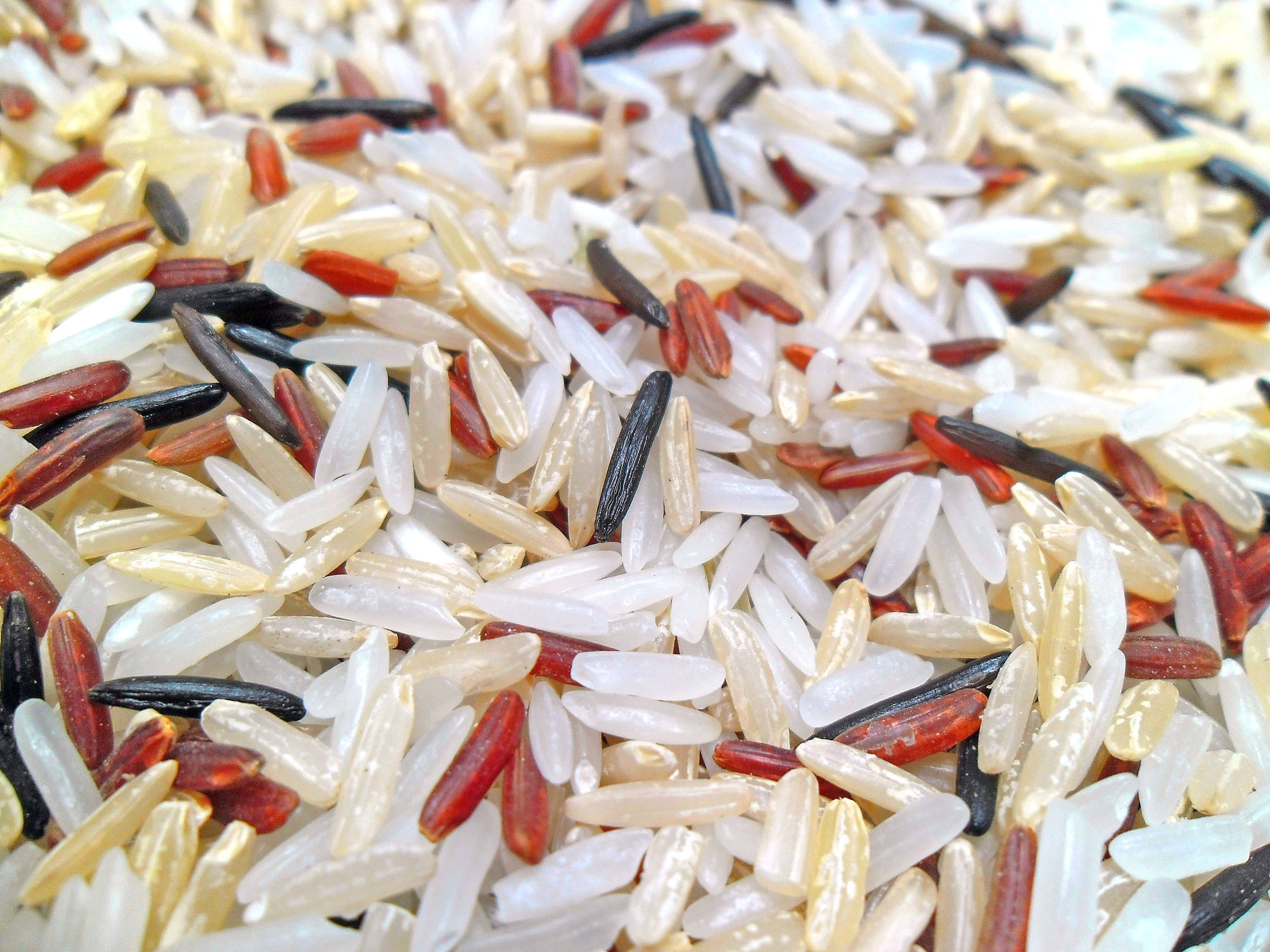
خليط من أنواع الأرز، وتشمل الأرز الكامل والأرز الأبيض والأرز الآسيوي والأرز البري

الحبوب هي بذور بعض أنواع الأعشاب. توفّر الذرة والقمح والأرز حوالي نصف السعرات الحرارية التي يستهلكها العالم كل عام
يمكن طحن الحبوب لتصبح طحيناً يُصنع منه الخبز والكعك والشعيرية ومنتجات غذائية أخرى. كما يمكن سلقها أو طهيها على البخار سواء كانت حبوب كاملة أو مطحونة. تعتبر الحبوب غذاء رئيسي قديم ولا تزال، حيث يعتمد عليها معظم سكان العالم في غذائهم. ومن الحبوب ما يلي:
- شعير
- الفونيو
- الذرة
- شوفان
- عشب بالمر
- ثيوم أغبر
- أرز
- شيلم مزروع
- سورغم
- حنطة
- أثب تيفي
- قمحيلم
- قمح
- أرز بري

أعشاب أخرى قابلة للأكل، منها:
- أستربلة مشطية – barley Mitchell grass
- Brachiaria piligera – wattle signalgrass
- Eragrostis eriopoda – woollybutt grass
- أنواع الثمام، مثل native millet (الدخن decompositum) وhairy panic (P. effusum)
- ثمد ثلاثي الأسدية – عشبة الكنغارو
- Yakirra australiensis – bunch panic

### حبوب زائفة

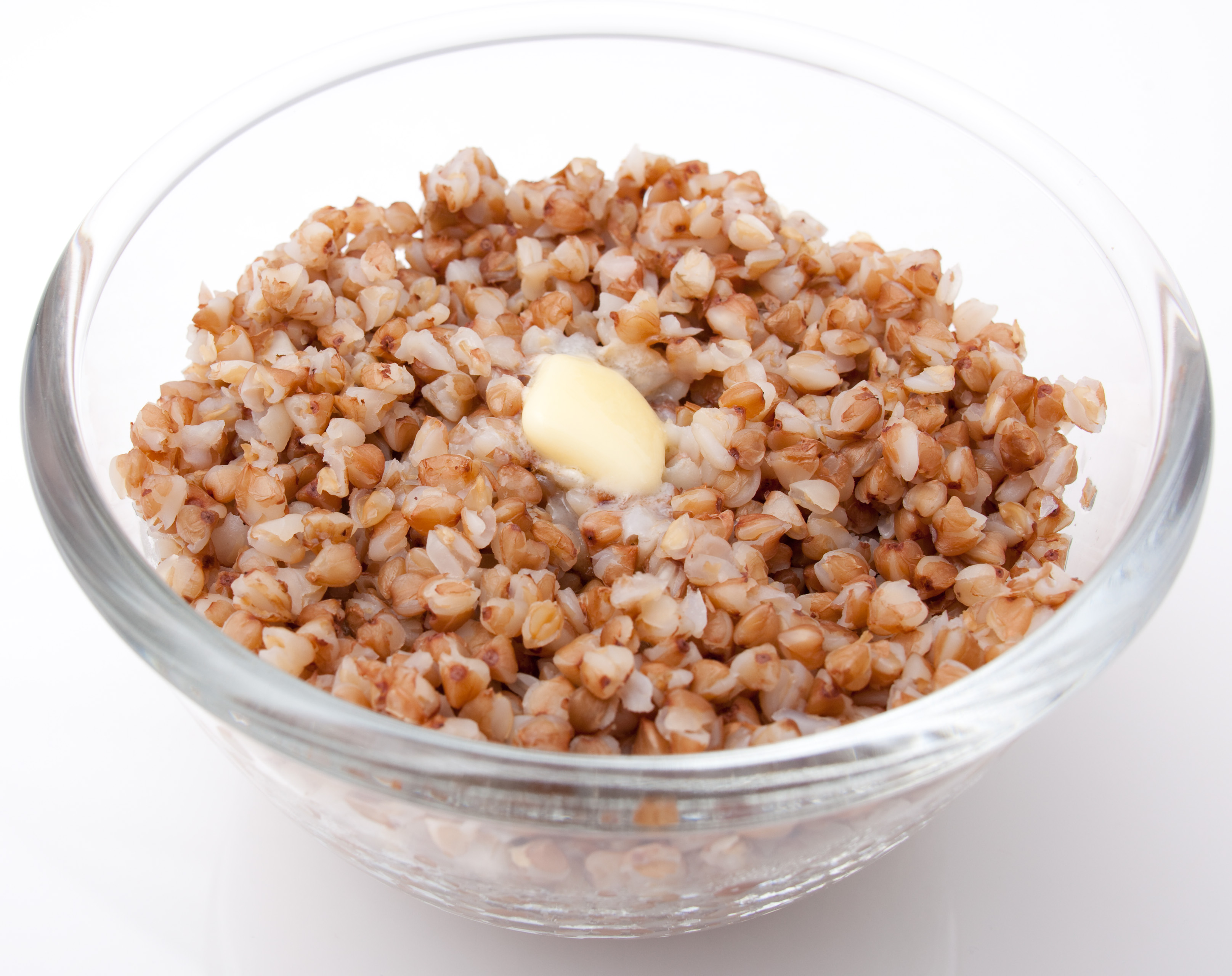
حنطة سوداء مطبوخة

- breadnut
- حنطة سوداء
- بوط
- قصعين إسباني
- كتان
- قطيفة البذور  [لغات أخرى]‏
- Hanza
- سرمق شاحب
- سرمق برلنديري
- كينوا
- سمسم

## الجوز

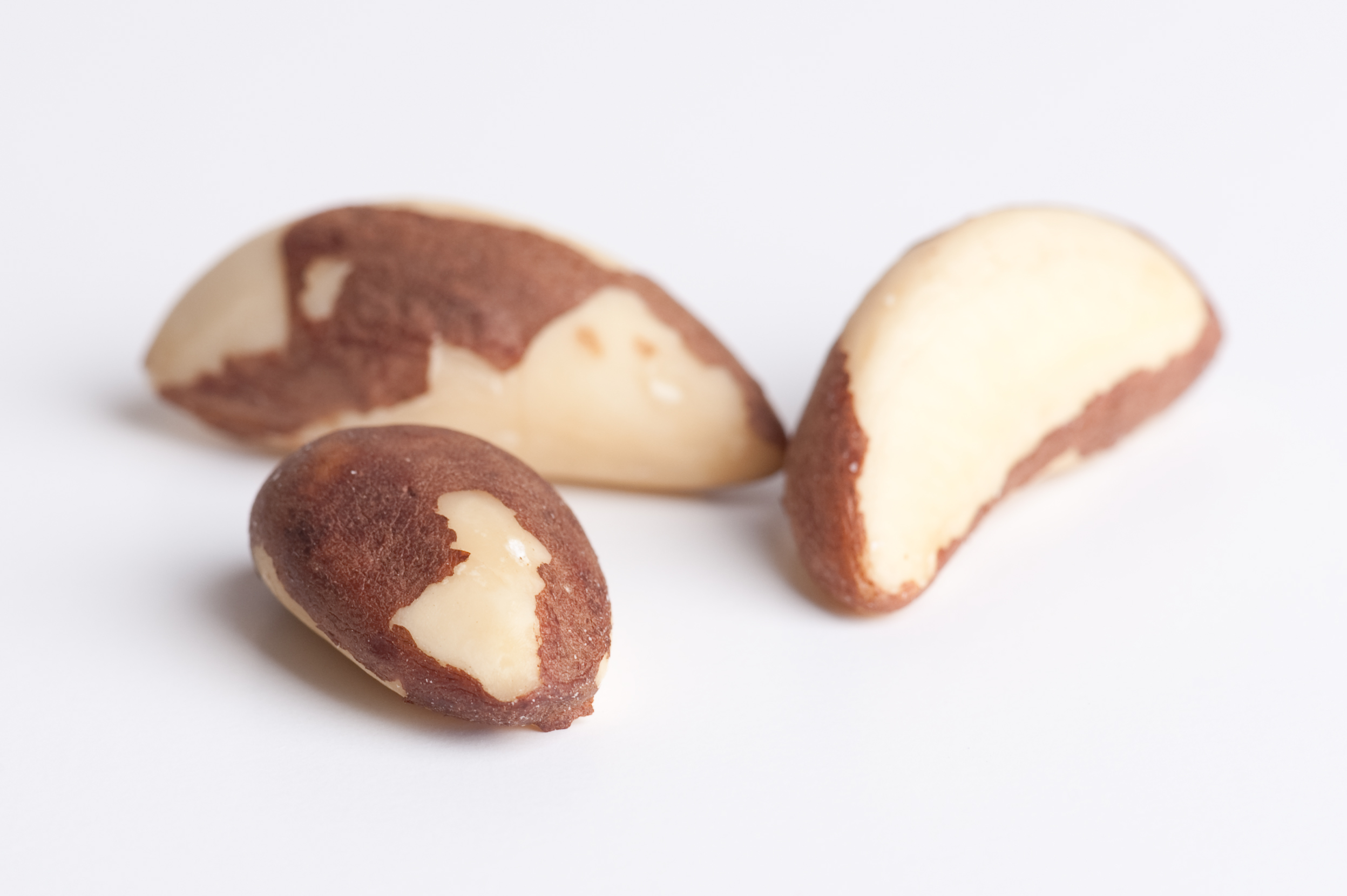
جوز برازيلي

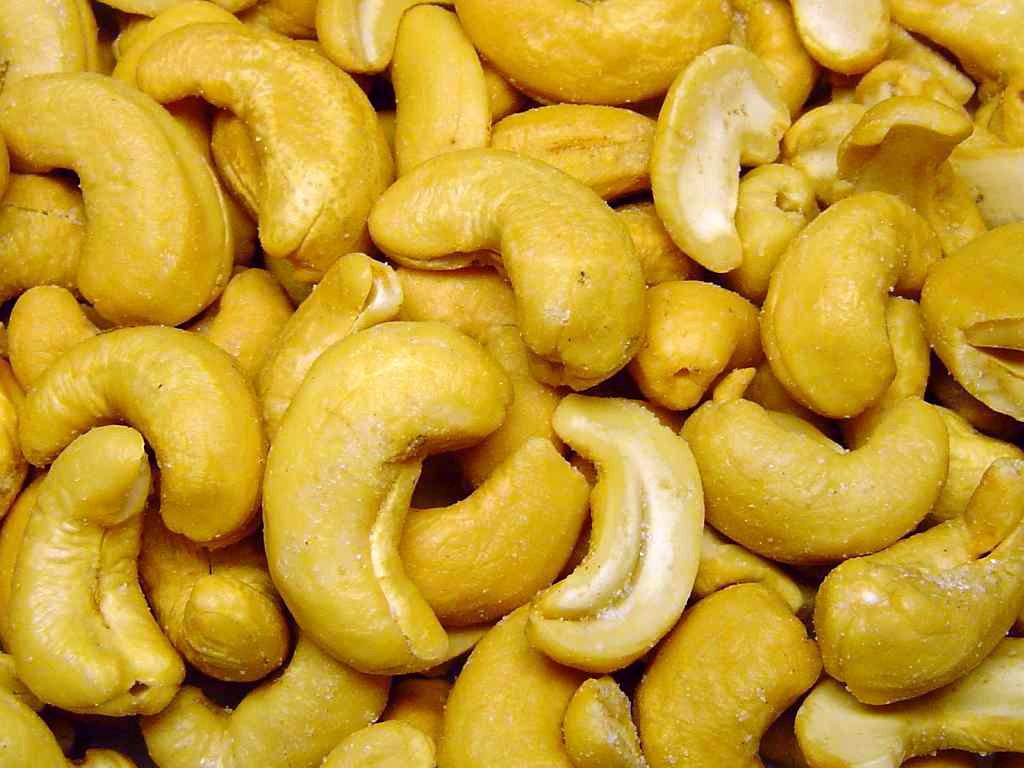
كاجو محمص ومملح

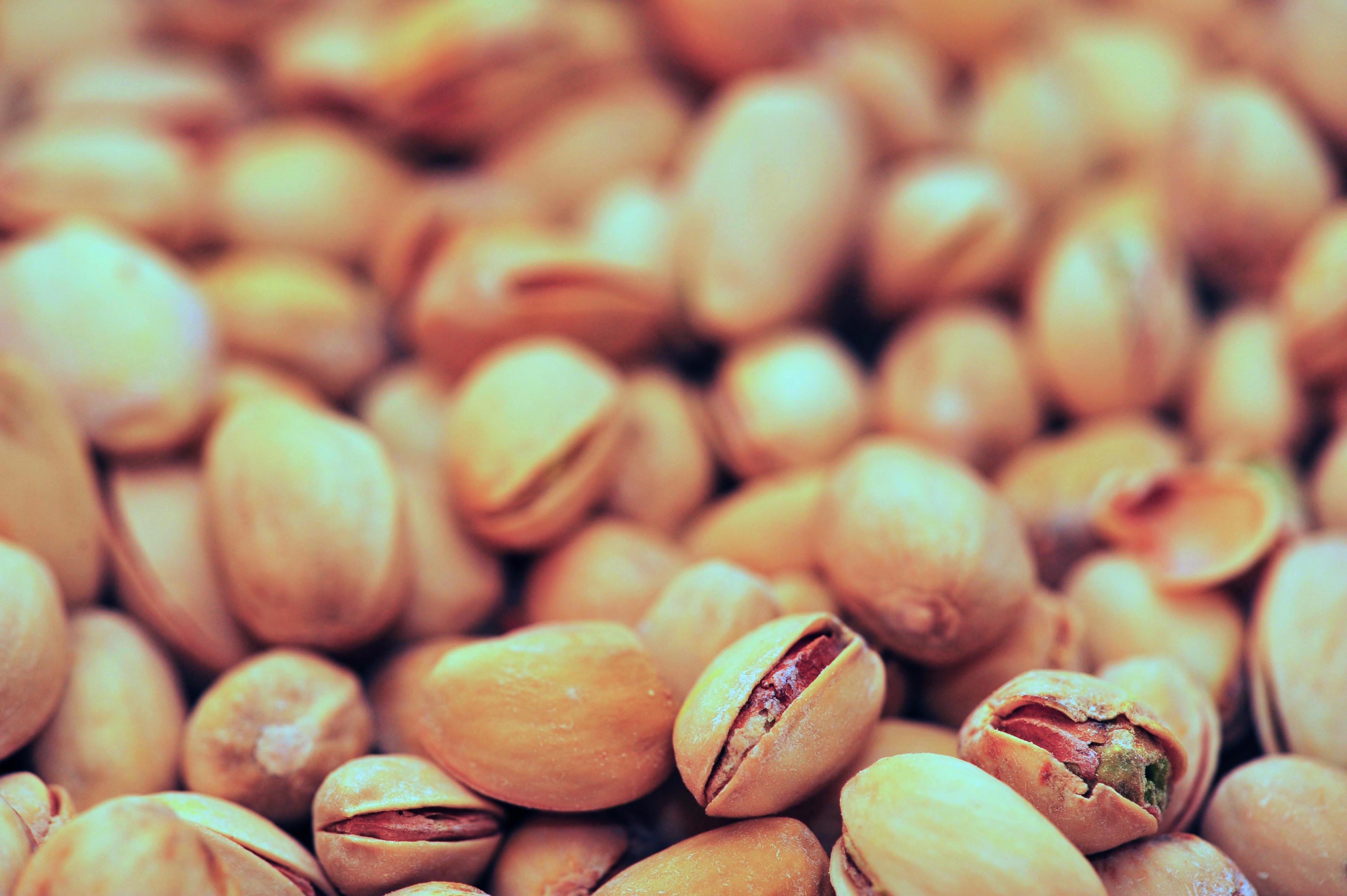
فستق محمص

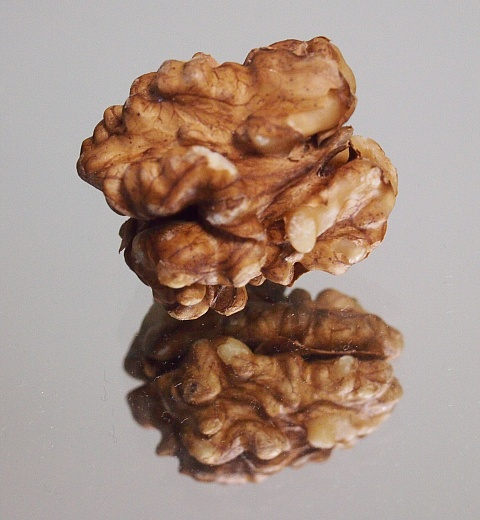
نواة جوزة كاملة

حسب تعريف علم النبات، البندقة هي نوع معين من البذور. الكستناء والبندق والجوز هي من أمثلة المكسرات التي تدخل ضمن هذا التعريف. تستعمل تسمية بندق على نطاق واسع وتشمل بعض الثمار التي لا تنتمي للمكسرات، لكن إن كان لها مظهر شبيه بها. ومن أمثلة هذه الثمار اللوز وجوز الهند والكاجو.
- البلوط
- لوز
- زان
- جوز برازيلي
- ألوريتس
- كاجو
- الكستنائيات وتضم:
  - الكستناء الصينية
  - كستناء حلو
- بندق تشيلي
- جوز الهند
- بذور البطيخ، وتشمل:
  - حنظل
  - بذر القرع
  - البذر
  - تلفيرية غربية
- البندقيات، وتشمل:
  - بندق فيلبرت  [لغات أخرى]‏
- الجوزيات، وتشمل:
  - شجر البقان
  - Shagbark hickory
- بونغاميا ريشية
- جوزة الكولا
- مكاداميا
- هليلج هندي
- شجرة المال
- Mamoncillo
- Mongongo
- Ogbono
- بندق الجنة
- Pili
- فستق
- جوز، ويضم:
  - جوز أسود
- جوز الماء

### عاريات البذور كالجوز

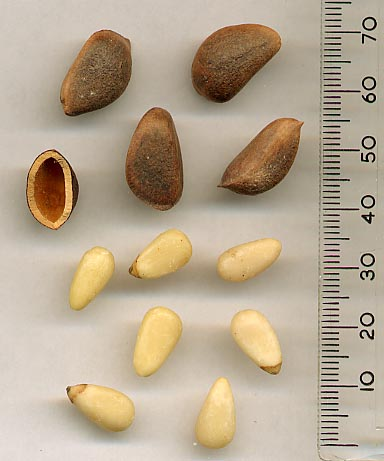
حبوب الصنوبر

- سيكاسيات
- جنكو
- غنيتوم
- عرعر (شجر)
- كستناء يابانية
- أروكاريا أروكانية
- حبوب الصنوبر وتضم:
  - أروكاريا ضيقة الأوراق
  - صنوبر تشيلغوزا
  - صنوبر كوري
  - صنوبر مكسيكي
  - صنوبر مأكول
  - صنوبر أحادي الورق
  - صنوبر ثمري
- معلاقية

## أنواع أخرى
- خبزية شامبيدن
- كاكاو
- بذور البن الأخضر
- دوريان
- جوز الثعلب
- قنب
- جاكية
- بذور اللوتس
- حب الشمس